# 東郷町巡回バス

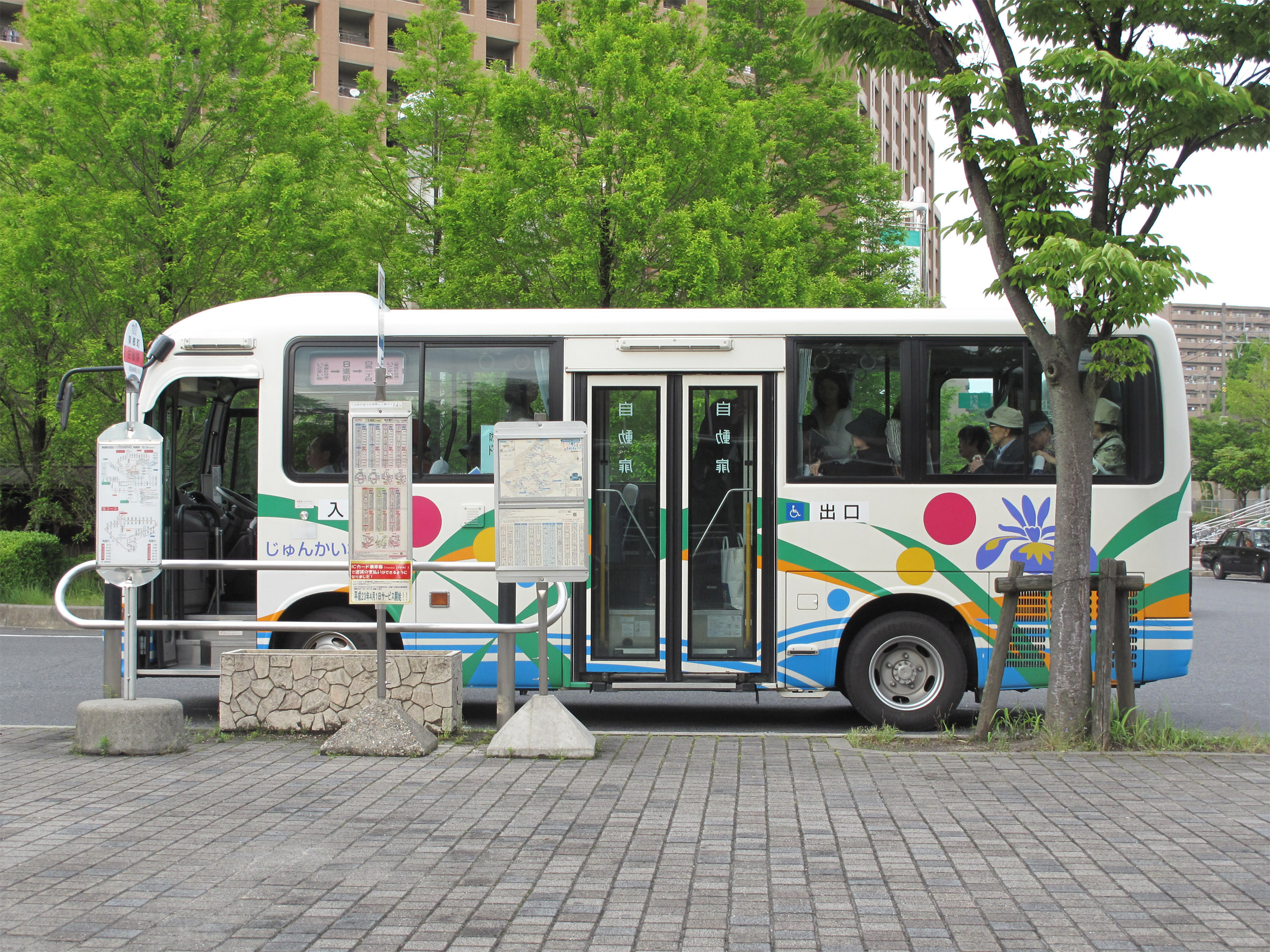
東郷町巡回バス「じゅんかい君」

東郷町巡回バス（とうごうちょうじゅんかいバス）は、愛知県愛知郡東郷町で運行されているコミュニティバス。

## 概要
現在3路線が運行されている。運行はセントラルサービスに委託していたが2012年の改定と共に豊栄交通に変更された後瀬戸自動車運輸に委託。愛称は「じゅんかい君」。
ららぽーと愛知東郷を全路線共通の発着所とし、東西南北4方向に路線が走る。日進市のコミュニティバス「くるりんばす」と接続している。
車両のナンバープレートは緑ナンバー（事業用）ではなく白ナンバー（自家用）であったが、2017年10月1日から運行形態が変更（道路運送法79条から4条へ移行）されたことから緑ナンバーとなっている。

## 歴史
2000年4月3日、名古屋東部6市町の中で日進市、長久手町（現在の長久手市）、豊明市に次いで4番目となるコミュニティバスの運行を開始した。中型バス2台（現在は、日野・ポンチョ4台）を使い、町内どこからでも300m以内でたどり着けるようにバス停を配置した。2004年2月25日、既存の4路線に逆回りコースを追加し、最終便を17時台から18時台に延長した。2006年10月、長久手町から豊明市までの愛知県道57号瀬戸大府東海線を南北に走る基幹バスを実現できないか検討していることを市長が表明した。2009年12月24日、同年度末で名鉄バス押草団地線が廃止され、代替手段として東郷町巡回バスを走らせることが決定した。
2021年4月1日より、全路線がららぽーと愛知東郷に乗り入れ、ららぽーと愛知東郷から藤田医科大学病院への直通路線「東郷・藤田医大バス」（名鉄バスの車両で運行）も開設された。

## 沿革
- 2000年4月3日 - 運行開始。
- 2004年2月25日 - 逆回りコースを追加。
- 2008年4月 - コース変更。
- 2010年4月 - 一部コースで土日祝日増便。
- 2012年7月 - ルート・ダイヤ改定、運行会社が豊栄交通に変更。
- 2017年10月1日 - 運行形態が変更され、白ナンバー（道路運送法79条）から緑ナンバー（道路運送法4条）での運行に変更[2]。

※ 現在運行会社が瀬戸自動車運輸に委託。

## 運賃
- 1コース（1乗車）：100円（「東郷・藤田医大バス」は1乗車：300円、後払い）。
- 中学生以下・65歳以上・障害者手帳を所持している者と付き添い1名は無料（「東郷・藤田医大バス」では左記に該当するケースは1乗車：150円）。
- 支払いは現金またはPayPayのみ。manacaなどの各種交通系ICカード乗車券は利用できない（「東郷・藤田医大バス」ではmanacaなどのICカードを利用可能）。

## 路線一覧
2021年4月1日現在。
南西コース
主な停留所は、ららぽーと愛知東郷、祐福寺、春木小学校西、春木交番前、東郷町総合体育館、イーストプラザいこまい館、 三ツ池、部田山コミュニティセンター前、白土、涼松、音貝小学校東。
白土とラドニー東郷西及び中屋敷で名鉄バスと乗継可能。
北コース
主な停留所は、ららぽーと愛知東郷、和合ヶ丘中央、日進駅、御岳コミュニティセンター前、高嶺小学校東、南蚊谷、イーストプラザいこまい館、東郷町役場前。
日進駅で名鉄豊田線および日進市コミュニティバス「くるりんばす」と乗り継ぎ可能。
東コース
主な停留所は、ららぽーと愛知東郷、東郷町役場前、イーストプラザいこまい館、ウッドランド、名大農場前、諸輪住宅前、愛知池、米野木駅、御岳一丁目南、白鳥コミュニティセンター前、日進駅。
米野木駅と日進駅で名鉄豊田線および日進市コミュニティバス「くるりんばす」と乗り継ぎ可能。